# Whatever Lola Wants
A Whatever Lola Wants, Lola Gets című dalt Richard Adler és Jerry Ross írta az 1955-ben bemutatott Damn Yankees című musical számára. A dal hamar örökzölddé vált.
A valódi Lola Wants mintája a Lola Montez spanyol táncosnő volt, I. Lajos bajor király szeretője, később a San Francisco-i aranyláz híres/hírhedt „vámpírja” volt. Élete végén a vallás felé fordult, metodista istentiszteletekre járt és a kiszolgáltatott nők megsegítésével foglalkozott. 1860. június 30-án váratlanul stroke-ot kapott. Aztán tüdőgyulladásban betegedett meg, amiből már nem épült fel.
„Amit Lola el akar érni,
azt Lola el is éri,
és kisapám, Lola téged akar.”

## Híres előadói
- Bria Skonberg (2017)
- Natacha Atlas
- Les Baxter
- Tony Bennett (1955)
- Ran Blake
- Lola Blanc
- Bob és Ray
- Les Brown
- Petula Clark
- Alma Cogan (1957)
- Annie Cordy – French version Tout ce que veut Lola (1957)
- Xavier Cugat
- Carla Boni
- Chiwetel Ejiofor
- Gracie Fields
- Ella Fitzgerald (1963)
- Gotan Project
- The Hi-Lo's – A Musical Thrill (2006)
- Molly Johnson
- Louis Jordan
- Norah Jones
- Stan Kenton – The Stage Door Swings (1958)
- Eartha Kitt (1962)
- Abbe Lane (with Tito Puente and His Orchestra (1957)
- Carmen McRae (1955)
- Amanda Lear (2006)
- Sophie Milman (2007, Live at Winter Garden Theatre)
- Bebe Neuwirth
- Caroline O'Connor
- Patti Page (1960)
- Perez Prado and His Orchestra (1955)
- Julius Pringles (2001)
- Della Reese (1960)
- Aldemaro Romero
- Dinah Shore (1955)
- Ruby Stewart
- Anthony Strong
- Mel Tormé (1960)
- Sarah Vaughan (1955)
- Gwen Verdon
- Baby Face Willette
- Marinella (1992)
- Reeve Carney Live at Molly Malone’s (2006)
- Dee Snider for the Dee Does Broadway album (2012)
- John Williams (Johnny Williams And His Orchestra, Rhythm In Motion, 1961)
- Ann Hampton Callaway
- Janice Hagan

## Film
2007-ben francia-kanadai romantikus film készült a dal nyomán Nabil Ayouch rendezésében.